# Karol Jokl
Karol Jokl (29. srpna 1945 Baťovany, dnes Partizánske – 28. října 1996) byl slovenský fotbalista, útočník československý reprezentant, účastník mistrovství světa roku 1970 v Mexiku (odehrál všechny tři zápasy základní skupiny). Vystudoval FTVS, UK v Bratislavě, kvalifikace trenéra 1. třídy. Jeho otec Karol Jokl (starší) byl ligovým hráčem v ŠK Baťovany, později ŠOHG Šimonovany a od malička svého syna vedl k lásce k fotbalu. Dcery Ivana a Lucie, syn Karol. Po skončení aktivní kariéry působil jako trenér.

## Fotbalová kariéra
Rodák z Partizánského přišel v roce 1963 do Bratislavy a v 17 letech nastoupil k prvnímu ligovému zápasu proti Hradci Králové. Takřka celou svou hráčskou kariéru spojil se Slovanem Bratislava, hrál za něj v letech 1963–1975, odehrál v belasém dresu 238 ligových utkání a v nich dal 69 branek. Největším úspěchem je památné vítězství v Poháru vítězů pohárů 1968/1969, kde Karol Jokl patřil mezi nejplatnější hráče. Na jeho kvality vzpomínali bývalí spoluhráči Alexander Vencel i Jozef Čapkovič při příležitosti 40. výročí takto: „Ak by sa taký hráč objavil na Slovensku dnes, po dvoch minútach sa oň začnú biť všetky európske veľkokluby. Bol výnimočný po každej stránke. Futbalovej i ľudskej." V Poháru mistrů evropských zemí nastoupil ve 4 utkáních, v Poháru vítězů pohárů nastoupil v 15 utkáních a dal 4 góly a v Poháru UEFA nastoupil v 4 utkáních a dal 1 gól.
Po odchodu ze Slovanu skončil s aktivní činností v druholigovém Baníku Prievidza.
Reprezentační debut odehrál ve věku 18 let, 2 měsíce a 5 dní v přátelském zápase 3. listopadu 1963 proti Jugoslávii, na další zápas ale čekal téměř 2 roky. V československé reprezentaci sehrál 27 zápasů a vstřelil 11 gólů.

## Úspěchy
- vítěz PVP 1968/1969
- trojnásobný mistr ligy 1970, 1974, 1975
- dvojnásobný vítěz Československého poháru 1968, 1974
- trojnásobný vítěz Slovenského poháru 1970, 1972, 1974

## Ligová bilance
| Ročník                                   | Zápasy | Góly | Klub              |
| ---------------------------------------- | ------ | ---- | ----------------- |
| 1. československá fotbalová liga 1963/64 | 24     | 7    | Slovan Bratislava |
| 1. československá fotbalová liga 1964/65 | 24     | 5    | Slovan Bratislava |
| 1. československá fotbalová liga 1965/66 | 21     | 8    | Slovan Bratislava |
| 1. československá fotbalová liga 1966/67 | 23     | 8    | Slovan Bratislava |
| 1. československá fotbalová liga 1967/68 | 16     | 6    | Slovan Bratislava |
| 1. československá fotbalová liga 1968/69 | 19     | 5    | Slovan Bratislava |
| 1. československá fotbalová liga 1969/70 | 26     | 10   | Slovan Bratislava |
| 1. československá fotbalová liga 1970/71 | 20     | 4    | Slovan Bratislava |
| 1. československá fotbalová liga 1971/72 | 22     | 9    | Slovan Bratislava |
| 1. československá fotbalová liga 1972/73 | 20     | 0    | Slovan Bratislava |
| 1. československá fotbalová liga 1973/74 | 15     | 4    | Slovan Bratislava |
| 1. československá fotbalová liga 1974/75 | 15     | 2    | Slovan Bratislava |
| CELKEM 1. liga                           | 245    | 69   |                   |

## Trenérská kariéra
Jako trenér působil v Brezové pod Bradlom v krajských soutěžích, do druhé ligy dovedl FC Senec, trénoval SKN St. Pölten v rakouské lize. Působil také na Katedře tělesné výchovy na STU v Bratislavě. Poté se v roce 1994 vrátil na Tehelné pole jako asistent trenéra Dušana Galise a Slovan se v následujících třech letech stal mistrem slovenské ligy.